# Christian Benedict

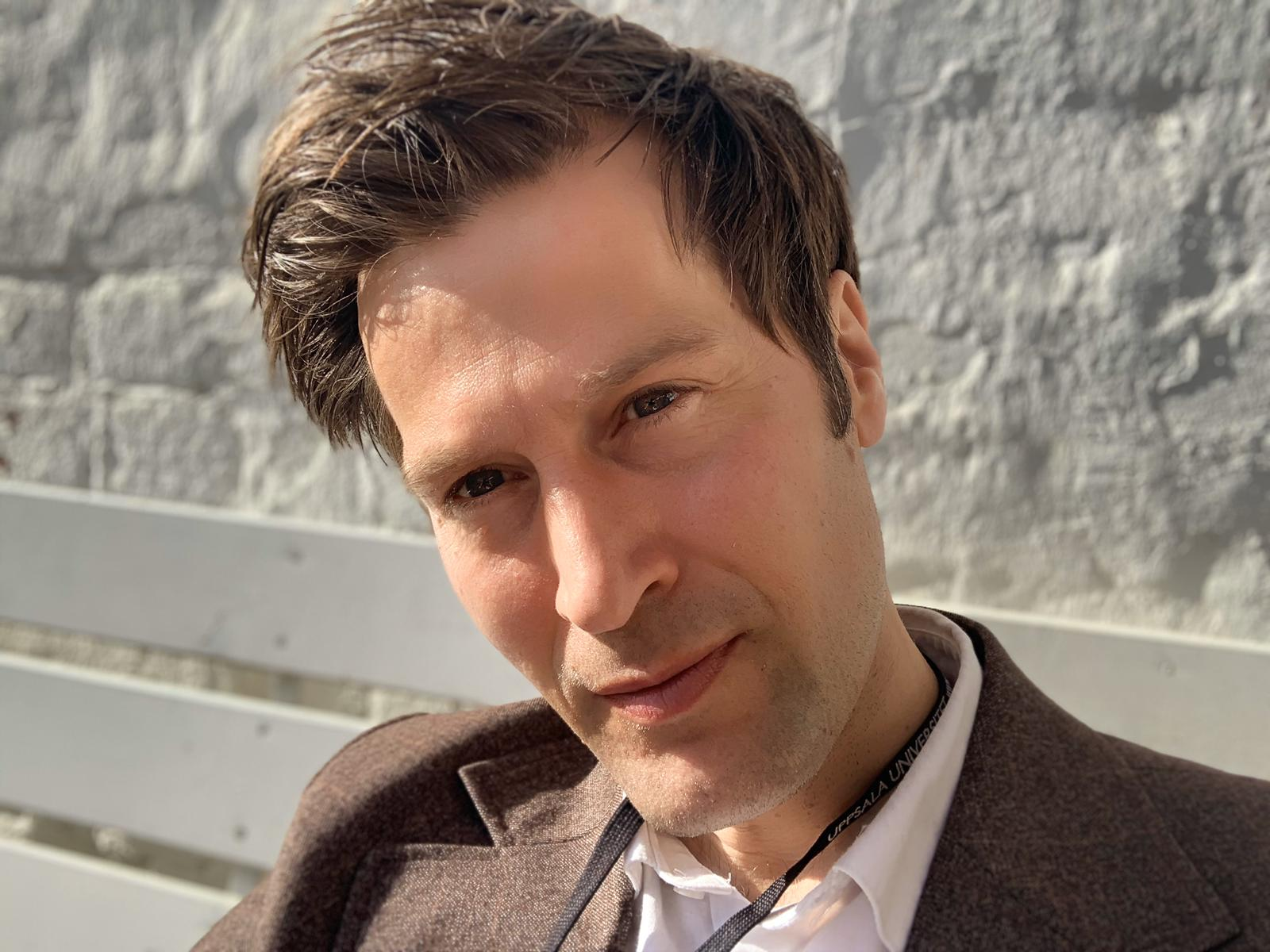
Christian Benedict (2019)

Christian Benedict (* 1976 in Hamburg) ist ein deutscher Sachbuchautor, Humanbiologe, Neurowissenschaftler und Ökotrophologe.

## Leben
Christian Benedict studierte Ökotrophologie an der Christian-Albrechts-Universität zu Kiel, wo er 2003 sein Diplom erlangte. Zwischen 2003 und 2009 arbeitete Benedict als Doktorand und Postdoktorand am Institut für Neuroendokrinologie an der Universität zu Lübeck. Im Jahr 2008 promovierte er im Fach Humanbiologie. Seine Dissertation wurde im Jahr 2009 mit dem Otto-Roth-Preis ausgezeichnet. Seit August 2009 arbeitet Benedict an der Universität Uppsala in Schweden. Die Habilitation im Fach Neurowissenschaften erfolgte im Dezember 2013 auch an der Universität Uppsala.  Im Juni 2025 wurde Benedict zum Professor ernannt. Benedict ist an mehr als 200 wissenschaftlichen Fachartikeln beteiligt. Dazu gehören Publikationen in renommierten englischsprachigen Wissenschaftsmagazinen wie Lancet, Science, Science Advances, Diabetes Care, Hypertension und Sleep Medicine Reviews. 2018 veröffentlichte Benedict in Schweden ein populärwissenschaftliches Sachbuch zum Thema Schlaf (schwedischer Titel Sömn, Sömn, Sömn). Im September 2019 ist das Buch mit dem Titel Schlaf ist die beste Medizin auch im deutschsprachigen Raum erschienen. Im Jahr 2023 publizierte er sein zweites Sachbuch zum Thema Schlaf (schwedischer Titel Sov dig till ett bättre liv). Obgleich Benedict hauptsächlich in Schweden als Schlafforscher und Universitätslehrer tätig ist, wirkt er auch in Deutschland als Schlafexperte in Rundfunk und Fernsehen mit.

## Forschung
In seiner Forschung widmet sich Christian Benedict Ursachen und Folgen des Schlafentzuges. Er untersuchte unter anderem den Zusammenhang zwischen chronischen Schlafprobleme und einem erhöhten nächtlicher Blutdruck und dem dadurch möglicherweise erhöhtem Risiko, an Alzheimer zu erkranken. Außerdem konnte er mit seiner Arbeitsgruppe einen Zusammenhang zwischen Schlafproblemen und schlechten Schulleistungen bei Jugendlichen in Uppsala nachweisen. Zudem habe hierbei das Geschlecht einen Einfluss auf den Zusammenhang zwischen der Qualität des Schlafes und dem schulischen Fortkommen. In vielen Studien konnte Benedict zudem zeigen, dass unzureichender Schlaf das Risiko von Übergewicht und Stoffwechselstörungen erhöht.

## Auszeichnungen
Für seine Forschung erhielt er 2006 den mit 2.500 € dotierten Silvia-King-Preis, der von der Deutschen Diabetes Gesellschaft für wissenschaftliche Arbeiten im Themenfeld der klinischen Diabetologie vergeben wird. Im Jahr 2011 erhielt Benedict für seine Forschungen zu den Effekten von Insulin auf die Funktion des menschlichen Nervensystems den von der Firma Nutricia mit 5.000 € geförderten Dr.-Werner-Fekl-Förderpreis, der durch die Arbeitsgemeinschaft Klinische Ernährung und die Deutsche Gesellschaft für Ernährungsmedizin im Rahmen des Kongress Ernährung in Graz vergeben wurde. Für seine im Jahr 2012 im Journal of Clinical Endocrinology & Metabolism publizierte Arbeit „Acute Sleep Deprivation enhances the Brains Response to Hedonic Food Stimuli“ erhielt Benedict auf dem 20. Deutschen Kongress für Schlafforschung in Berlin im Jahr 2012 den Nachwuchsförderpreis der Deutschen Gesellschaft für Schlafforschung und Schlafmedizin. 2014 erhielt er den Oscarpreis der Universität Uppsala.